# (17361) 1978 UF7
A (17361) 1978 UF7 a Naprendszer kisbolygóövében található aszteroida. C. Michelle Olmstead fedezte fel 1978. október 27-én.